# Llaneras de Toa Baja
Llaneras de Toa Baja  - żeński klub piłki siatkowej z Portoryko. Swoją siedzibę ma w Toa Baja. Został założony w 1994.

## Sukcesy
- Mistrzostwa Portoryko:
  -  1999, 2009

## Kadra 2011/12
Źródło:
- 3.  Yeimilly Mojica
- 4.  Pamela Cartagena
- 5.  Yordaliz Mercadao
- 6.  Michelle Bartsch
- 7.  Yasari Castrodad
- 9.  Shakira González
- 11. Kelly Fidero
- 12. Rayma Robles
- 13. Yamileska Yantin
- 14. Alba Aponte
- 15. Jessica Swarbrick
- 16. Daniela Bertrán